# Octhispa lineola
Octhispa lineola es una especie de insecto coleóptero de la familia Chrysomelidae.
Fue descrita científicamente en 1938 por Uhmann.